# Aeria
Aèria és una característica d'albedo a la superfície de Mart, localitzada amb el sistema de coordenades planetocèntriques a -4.94 ° latitud N i 145 ° longitud E. El nom va ser aprovat per la UAI l'any 2003 i fa referència a Aèria, el nom grec per Egipte; «llunyana terra de la boira».